# Mejía (kanton)
Mejía – kanton w prowincji Pichincha, w Ekwadorze. Stolicą kantonu jest Machachi.